# Qualificatórias para a Liga dos Campeões da CEV de 2023–24
Este artigo mostra a fase de qualificação para a Liga dos Campeões da CEV de 2023–24. Ao todo, 14 equipes participaram da fase de qualificação, que ocorreu de 24 de outubro a 12 de novembro de 2023. As três melhores equipes se juntaram às outras 17 equipes classificadas para a fase principal da Liga dos Campeões da CEV de 2023–24. Todas as 11 equipes eliminadas garantiram vagas nas quartas de final da Copa CEV de 2023–24.

## Equipes participantes
O sorteio ocorreu no dia 19 de julho de 2023, na cidade de Luxemburgo. Ao total, 14 equipes provenientes de 14 países, conforme ranking das Copas Europeias, disputaram a fase de qualificação.
| Ranking | País                 | Equipe                   |
| ------- | -------------------- | ------------------------ |
| 11      | Sérvia               | Partizan Belgrade        |
| 13      | Croácia              | HAOK Mladost Zagreb      |
| 14      | Bulgária             | Neftochimik Burgas       |
| 15      | Finlândia            | Ford Levoranta Sastamala |
| 16      | Roménia              | CS Arcada Galați         |
| 17      | Áustria              | Hypo Tirol Innsbruck     |
| 18      | Grécia               | Olympiacos Piraeus       |
| 20      | Montenegro           | OK Budva                 |
| 22      | Países Baixos        | Draisma Dynamo Apeldoorn |
| 24      | Bósnia e Herzegovina | OK Radnik Bijeljina      |
| 26      | Hungria              | Fino Kaposvár            |
| 27      | Espanha              | Guaguas Las Palmas       |
| 47      | Macedônia do Norte   | Strumica Nikob           |
| 55      | Ucrânia              | SC Prometey Dnipro       |

## Critérios de classificação nos grupos
1. Número de vitórias;
2. Pontos;
3. Razão de sets;
4. Razão de pontos;
5. Resultado da última partida entre os times empatados.

- Placar de 3–0 ou 3–1: 3 pontos para o vencedor, nenhum para o perdedor;
- Placar de 3–2: 2 pontos para o vencedor, 1 para o perdedor.

## Primeira rodada
|  | Classificado para a segunda rodada |

- Todas as partidas em horário local.

### Grupo I
|     |                    |     | Jogos | Jogos | Jogos | Resultados | Resultados | Resultados | Resultados | Resultados | Resultados | Sets | Sets | Sets  | Pontos | Pontos | Pontos |
| Pos | Equipe             | Pts | T     | V     | D     | 3–0        | 3–1        | 3–2        | 2–3        | 1–3        | 0–3        | V    | P    | R     | V      | P      | R      |
| --- | ------------------ | --- | ----- | ----- | ----- | ---------- | ---------- | ---------- | ---------- | ---------- | ---------- | ---- | ---- | ----- | ------ | ------ | ------ |
| 1   | OK Budva           | 6   | 3     | 2     | 1     | 2          | 0          | 0          | 0          | 1          | 0          | 7    | 3    | 2.333 | 229    | 207    | 1.106  |
| 2   | Neftochimik Burgas | 6   | 3     | 2     | 1     | 2          | 0          | 0          | 0          | 0          | 1          | 6    | 3    | 2,000 | 211    | 182    | 1.159  |
| 3   | Fino Kaposvár      | 6   | 3     | 2     | 1     | 1          | 1          | 0          | 0          | 0          | 1          | 6    | 4    | 1.500 | 243    | 208    | 1.168  |
| 4   | Strumica Nikob     | 0   | 3     | 0     | 3     | 0          | 0          | 0          | 0          | 0          | 3          | 0    | 9    | 0,000 | 139    | 225    | 0.618  |

| Data   | Hora  |                    | Placar |                    | Set 1 | Set 2 | Set 3 | Set 4 | Set 5 | Total  | Relatório |
| ------ | ----- | ------------------ | ------ | ------------------ | ----- | ----- | ----- | ----- | ----- | ------ | --------- |
| 27 out | 17:30 | OK Budva           | 1–3    | Fino Kaposvár      | 18–25 | 28–26 | 18–25 | 14–25 |       | 78–101 | Relatório |
| 27 out | 20:00 | Neftochimik Burgas | 3–0    | Strumica Nikob     | 25–13 | 25–11 | 25–15 |       |       | 75–39  | Relatório |
| 28 out | 17:30 | OK Budva           | 3–0    | Strumica Nikob     | 25–15 | 25–16 | 25–16 |       |       | 75–47  | Relatório |
| 28 out | 20:00 | Fino Kaposvár      | 0–3    | Neftochimik Burgas | 25–27 | 19–25 | 23–25 |       |       | 67–77  | Relatório |
| 29 out | 17:30 | Strumica Nikob     | 0–3    | Fino Kaposvár      | 20–25 | 15–25 | 18–25 |       |       | 53–75  | Relatório |
| 29 out | 20:00 | Neftochimik Burgas | 0–3    | OK Budva           | 20–25 | 24–26 | 15–25 |       |       | 59–76  | Relatório |

### Grupo II
|     |                     |     | Jogos | Jogos | Jogos | Resultados | Resultados | Resultados | Resultados | Resultados | Resultados | Sets | Sets | Sets  | Pontos | Pontos | Pontos |
| Pos | Equipe              | Pts | T     | V     | D     | 3–0        | 3–1        | 3–2        | 2–3        | 1–3        | 0–3        | V    | P    | R     | V      | P      | R      |
| --- | ------------------- | --- | ----- | ----- | ----- | ---------- | ---------- | ---------- | ---------- | ---------- | ---------- | ---- | ---- | ----- | ------ | ------ | ------ |
| 1   | Olympiacos Piraeus  | 6   | 2     | 2     | 0     | 0          | 2          | 0          | 0          | 0          | 0          | 6    | 2    | 3,000 | 188    | 156    | 1.205  |
| 2   | Partizan Belgrade   | 3   | 2     | 1     | 1     | 1          | 0          | 0          | 0          | 1          | 0          | 4    | 3    | 1.333 | 159    | 155    | 1.026  |
| 3   | OK Radnik Bijeljina | 0   | 2     | 0     | 2     | 0          | 0          | 0          | 0          | 1          | 1          | 1    | 6    | 0.167 | 134    | 170    | 0.788  |

| Data   | Hora  |                     | Placar |                     | Set 1 | Set 2 | Set 3 | Set 4 | Set 5 | Total | Relatório |
| ------ | ----- | ------------------- | ------ | ------------------- | ----- | ----- | ----- | ----- | ----- | ----- | --------- |
| 24 out | 18:00 | OK Radnik Bijeljina | 0–3    | Partizan Belgrade   | 15–25 | 20–25 | 25–27 |       |       | 60–77 | Relatório |
| 25 out | 18:00 | Olympiacos Piraeus  | 3–1    | OK Radnik Bijeljina | 25–10 | 25–18 | 18–25 | 25–21 |       | 93–74 | Relatório |
| 26 out | 18:00 | Partizan Belgrade   | 1–3    | Olympiacos Piraeus  | 22–25 | 25–20 | 19–25 | 16–25 |       | 82–95 | Relatório |

### Grupo III
|     |                          |     | Jogos | Jogos | Jogos | Resultados | Resultados | Resultados | Resultados | Resultados | Resultados | Sets | Sets | Sets  | Pontos | Pontos | Pontos |
| Pos | Equipe                   | Pts | T     | V     | D     | 3–0        | 3–1        | 3–2        | 2–3        | 1–3        | 0–3        | V    | P    | R     | V      | P      | R      |
| --- | ------------------------ | --- | ----- | ----- | ----- | ---------- | ---------- | ---------- | ---------- | ---------- | ---------- | ---- | ---- | ----- | ------ | ------ | ------ |
| 1   | SC Prometey Dnipro       | 7   | 3     | 3     | 0     | 0          | 1          | 2          | 0          | 0          | 0          | 9    | 5    | 1.800 | 313    | 311    | 1.006  |
| 2   | Hypo Tirol Innsbruck     | 6   | 3     | 2     | 1     | 1          | 1          | 0          | 0          | 1          | 0          | 7    | 4    | 1.750 | 286    | 264    | 1.083  |
| 3   | Ford Levoranta Sastamala | 4   | 3     | 1     | 2     | 1          | 0          | 0          | 1          | 0          | 1          | 5    | 6    | 0.833 | 246    | 253    | 0.972  |
| 4   | Draisma Dynamo Apeldoorn | 1   | 3     | 0     | 3     | 0          | 0          | 0          | 1          | 1          | 1          | 3    | 9    | 0.333 | 273    | 290    | 0.941  |

| Data   | Hora  |                          | Placar |                          | Set 1 | Set 2 | Set 3 | Set 4 | Set 5 | Total   | Relatório |
| ------ | ----- | ------------------------ | ------ | ------------------------ | ----- | ----- | ----- | ----- | ----- | ------- | --------- |
| 27 out | 17:00 | Ford Levoranta Sastamala | 3–0    | Draisma Dynamo Apeldoorn | 25–19 | 30–28 | 25–22 |       |       | 80–69   | Relatório |
| 27 out | 20:00 | Hypo Tirol Innsbruck     | 1–3    | SC Prometey Dnipro       | 23–25 | 32–30 | 23–25 | 22–25 |       | 100–105 | Relatório |
| 28 out | 17:00 | Ford Levoranta Sastamala | 2–3    | SC Prometey Dnipro       | 25–19 | 25–21 | 27–29 | 20–25 | 13–15 | 110–109 | Relatório |
| 28 out | 20:00 | Draisma Dynamo Apeldoorn | 1–3    | Hypo Tirol Innsbruck     | 25–23 | 36–38 | 23–25 | 19–25 |       | 103–111 | Relatório |
| 29 out | 14:00 | SC Prometey Dnipro       | 3–2    | Draisma Dynamo Apeldoorn | 25–22 | 13–25 | 21–25 | 25–18 | 15–11 | 99–101  | Relatório |
| 29 out | 17:00 | Hypo Tirol Innsbruck     | 3–0    | Ford Levoranta Sastamala | 25–15 | 25–19 | 25–22 |       |       | 75–56   | Relatório |

### Grupo IV
|     |                     |     | Jogos | Jogos | Jogos | Resultados | Resultados | Resultados | Resultados | Resultados | Resultados | Sets | Sets | Sets  | Pontos | Pontos | Pontos |
| Pos | Equipe              | Pts | T     | V     | D     | 3–0        | 3–1        | 3–2        | 2–3        | 1–3        | 0–3        | V    | P    | R     | V      | P      | R      |
| --- | ------------------- | --- | ----- | ----- | ----- | ---------- | ---------- | ---------- | ---------- | ---------- | ---------- | ---- | ---- | ----- | ------ | ------ | ------ |
| 1   | Guaguas Las Palmas  | 6   | 2     | 2     | 0     | 2          | 0          | 0          | 0          | 0          | 0          | 6    | 0    | MAX   | 150    | 105    | 1.429  |
| 2   | CS Arcada Galați    | 3   | 2     | 1     | 1     | 0          | 1          | 0          | 0          | 0          | 1          | 3    | 4    | 0.750 | 157    | 149    | 1.054  |
| 3   | HAOK Mladost Zagreb | 0   | 2     | 0     | 2     | 0          | 0          | 0          | 0          | 1          | 1          | 1    | 6    | 0.167 | 114    | 167    | 0.683  |

| Data   | Hora  |                     | Placar |                     | Set 1 | Set 2 | Set 3 | Set 4 | Set 5 | Total | Relatório |
| ------ | ----- | ------------------- | ------ | ------------------- | ----- | ----- | ----- | ----- | ----- | ----- | --------- |
| 24 out | 19:30 | CS Arcada Galați    | 0–3    | Guaguas Las Palmas  | 22–25 | 21–25 | 22–25 |       |       | 65–75 | Relatório |
| 25 out | 19:30 | HAOK Mladost Zagreb | 1–3    | CS Arcada Galați    | 17–25 | 23–25 | 25–17 | 9–25  |       | 74–92 | Relatório |
| 26 out | 19:30 | Guaguas Las Palmas  | 3–0    | HAOK Mladost Zagreb | 25–8  | 25–14 | 25–18 |       |       | 75–40 | Relatório |

## Segunda rodada
|  | Classificado para a Liga dos Campeões |

- Todas as partidas em horário local.

### Grupo V
|     |                      |     | Jogos | Jogos | Jogos | Resultados | Resultados | Resultados | Resultados | Resultados | Resultados | Sets | Sets | Sets  | Pontos | Pontos | Pontos |
| Pos | Equipe               | Pts | T     | V     | D     | 3–0        | 3–1        | 3–2        | 2–3        | 1–3        | 0–3        | V    | P    | R     | V      | P      | R      |
| --- | -------------------- | --- | ----- | ----- | ----- | ---------- | ---------- | ---------- | ---------- | ---------- | ---------- | ---- | ---- | ----- | ------ | ------ | ------ |
| 1   | Guaguas Las Palmas   | 9   | 3     | 3     | 0     | 2          | 1          | 0          | 0          | 0          | 0          | 9    | 1    | 9,000 | 248    | 202    | 1.228  |
| 2   | Hypo Tirol Innsbruck | 6   | 3     | 2     | 1     | 2          | 0          | 0          | 0          | 0          | 1          | 6    | 3    | 2,000 | 208    | 174    | 1.195  |
| 3   | Partizan Belgrade    | 3   | 3     | 1     | 2     | 0          | 1          | 0          | 0          | 1          | 1          | 4    | 7    | 0.571 | 227    | 263    | 0.863  |
| 4   | OK Budva             | 0   | 3     | 0     | 3     | 0          | 0          | 0          | 0          | 1          | 2          | 1    | 9    | 0.111 | 199    | 243    | 0.819  |

| Data   | Hora  |                      | Placar |                      | Set 1 | Set 2 | Set 3 | Set 4 | Set 5 | Total | Relatório |
| ------ | ----- | -------------------- | ------ | -------------------- | ----- | ----- | ----- | ----- | ----- | ----- | --------- |
| 10 nov | 16:00 | OK Budva             | 0–3    | Guaguas Las Palmas   | 17–25 | 18–25 | 22–25 |       |       | 57–75 | Relatório |
| 10 nov | 19:00 | Partizan Belgrade    | 0–3    | Hypo Tirol Innsbruck | 14–25 | 21–25 | 12–25 |       |       | 47–75 | Relatório |
| 11 nov | 17:00 | Guaguas Las Palmas   | 3–0    | Hypo Tirol Innsbruck | 25–16 | 25–23 | 25–19 |       |       | 75–58 | Relatório |
| 11 nov | 20:00 | OK Budva             | 1–3    | Partizan Belgrade    | 21–25 | 22–25 | 25–18 | 22–25 |       | 90–93 | Relatório |
| 12 nov | 17:00 | Hypo Tirol Innsbruck | 3–0    | OK Budva             | 25–20 | 25–14 | 25–18 |       |       | 75–52 | Relatório |
| 12 nov | 20:00 | Guaguas Las Palmas   | 3–1    | Partizan Belgrade    | 25–20 | 25–23 | 23–25 | 25–19 |       | 98–87 | Relatório |

### Grupo VI
|     |                    |     | Jogos | Jogos | Jogos | Resultados | Resultados | Resultados | Resultados | Resultados | Resultados | Sets | Sets | Sets  | Pontos | Pontos | Pontos |
| Pos | Equipe             | Pts | T     | V     | D     | 3–0        | 3–1        | 3–2        | 2–3        | 1–3        | 0–3        | V    | P    | R     | V      | P      | R      |
| --- | ------------------ | --- | ----- | ----- | ----- | ---------- | ---------- | ---------- | ---------- | ---------- | ---------- | ---- | ---- | ----- | ------ | ------ | ------ |
| 1   | Olympiacos Piraeus | 9   | 3     | 3     | 0     | 0          | 3          | 0          | 0          | 0          | 0          | 9    | 3    | 3,000 | 299    | 260    | 1.150  |
| 2   | CS Arcada Galați   | 6   | 3     | 2     | 1     | 2          | 0          | 0          | 0          | 1          | 0          | 7    | 3    | 2.333 | 240    | 211    | 1.137  |
| 3   | SC Prometey Dnipro | 3   | 3     | 1     | 2     | 0          | 1          | 0          | 0          | 1          | 1          | 4    | 7    | 0.571 | 227    | 248    | 0.915  |
| 4   | Neftochimik Burgas | 0   | 3     | 0     | 3     | 0          | 0          | 0          | 0          | 2          | 1          | 2    | 9    | 0.222 | 228    | 275    | 0.829  |

| Data   | Hora  |                    | Placar |                    | Set 1 | Set 2 | Set 3 | Set 4 | Set 5 | Total  | Relatório |
| ------ | ----- | ------------------ | ------ | ------------------ | ----- | ----- | ----- | ----- | ----- | ------ | --------- |
| 10 nov | 18:00 | CS Arcada Galați   | 3–0    | SC Prometey Dnipro | 25–15 | 25–21 | 25–14 |       |       | 75–50  | Relatório |
| 10 nov | 21:00 | Olympiacos Piraeus | 3–1    | Neftochimik Burgas | 25–20 | 27–29 | 25–17 | 26–24 |       | 103–90 | Relatório |
| 11 nov | 18:00 | Neftochimik Burgas | 0–3    | CS Arcada Galați   | 20–25 | 25–27 | 16–25 |       |       | 61–77  | Relatório |
| 11 nov | 21:00 | SC Prometey Dnipro | 1–3    | Olympiacos Piraeus | 22–25 | 25–21 | 14–25 | 21–25 |       | 82–96  | Relatório |
| 12 nov | 15:00 | Neftochimik Burgas | 1–3    | SC Prometey Dnipro | 20–25 | 17–25 | 25–20 | 15–25 |       | 77–95  | Relatório |
| 12 nov | 18:00 | CS Arcada Galați   | 1–3    | Olympiacos Piraeus | 25–22 | 18–25 | 19–25 | 26–28 |       | 88–100 | Relatório |